# Bisexuální vlajka

Bisexuální vlajka

Bisexuální vlajka je vlajka bisexuální komunity, kterou v roce 1998 navrhl Michael Page, aby tato komunita měla vlastní symbol srovnatelný s duhovou vlajkou zastřešujícího LGBT hnutí. Jeho cílem bylo zviditelnit bisexuály ať již v rámci společnosti jako celku, tak v rámci LGBT hnutí.

## Vzhled
Vlajka sestává ze tří barevných pruhů. V její horní části je horizontální pruh v barvě magenta (purpurová), tvořící asi dvě pětiny vlajky. Představuje sexuální přitažlivost mezi osobami stejného pohlaví. Ve spodní části je horizontální pruh vyvedený v královské modři, rovněž tvořící asi dvě pětiny vlajky. Ten naopak reprezentuje sexuální přitažlivosti mezi osobami různého pohlaví. Zbývající pětinu uprostřed vlajky tvoří fialový či levandulový pruh, představující sexuální přitažlivost k oběma pohlavím. Poměr stran vlajky není fixně stanoven, nicméně používá se jak 2:3 či 3:5.